# Marie-Anne Le Minor
Marie-Anne Le Minor (née le 28 janvier 1901 à Plonévez-Porzay et décédée le 18 février 1984 à Pont-l'Abbé) a été une ambassadrice de la mode en Pays Bigouden depuis la décennie 1930 et à l'origine de la création en 1936 de la maison "Le Minor" qui reste, encore aujourd'hui, l'une des entreprises les plus connues du savoir-faire bigouden dans le domaine de la broderie et de la dentelle.

## Biographie
Marie-Anne Le Minor, née Marie-Anne Cornic le 29 janvier 1901 à Plonévez-Porzay, mariée le 31 mars 1920 à Plonévez-Porzay avec Louis Jacques Marie Le Minor, minotier, développa à partir de 1936 un artisanat d'habillage de poupées (certaines furent présentées à l'exposition universelle de Paris de 1937) alors qu'il ne restait plus qu'une demi-douzaine de brodeurs dans la région.
Plus de 400 modèles différents de poupées, habillées de costumes traditionnels des différents pays de Bretagne ou des autres régions de France, furent fabriqués dans son atelier, qui emploie environ 200 personnes vers 1945, entre 1938 et 1980. Pont-l'Abbé devient grâce à elle pendant l'Après-Seconde-Guerre-mondiale la capitale française des poupées de collection.
Après la Seconde Guerre mondiale, elle développa une activité de broderie (coussins, napperons, gants, linge de table, chasubles, etc.) et de tapisserie (y compris des bannières de procession et autres articles religieux), s'inspirant d'artistes comme Pierre Toulhoat (par exemple pour la nappe "Locmaria"), Mathurin Méheut, etc., devenant l'amie de Colette, Jean de La Varende et d'autres personnalités du monde littéraire. Elle lance aussi une collection d'articles vestimentaires, profitant de la mode du renouveau folklorique à cette époque pour vendre de nombreux vêtements folkloriques, en particulier aux bagadous et groupes de danses bretonnes qui se développent alors ; la "Maison Le Minor" lance aussi le kabig breton, au départ simple paletot traditionnel à capuche du Pays pagan porté par les goémoniers et déjà décrit par Jacques Cambry en 1794 ; Lalaisse le montre aussi dans plusieurs de ses dessins en 1844-1845. Le "Kabig", modernisé par le dessinateur ethnologue René-Yves Creston et désormais de toutes les couleurs alors qu'il était à l'origine uniquement blanc ou bleu marine, est devenu, avec la marinière et le ciré, l'un des symboles du "vêtement national breton". Les divers ateliers "Le Minor" emploient plus de 600 ouvrières et brodeuses dans les décennies 1950 et 1960. La famille Le Minor vendra en 1982 son activité prêt-à-porter à la "Manufacture de bonneterie lorientaise" qui fabrique des pulls marins et des marinières traditionnelles. La "Maison Le Minor" existe toujours à Pont-l'Abbé, et distribue du linge de table, des vêtements et de la décoration.